# Kildekode
Kildekode (på engelsk: source code) er den tekst i et programmeringssprog, som programmøren har skrevet.
Kildekoden kan så enten fortolkes og afvikles direkte af computeren eller kompileres (oversættes) til maskinkode til senere afvikling på computeren.
Kildekode kan altså læses og forstås af programmører, som kender det programmeringssprog, kildekoden er skrevet i.
For at kunne ændre i et stykke software er man nødt til at have kildekoden, hvorfor der ved nogle softwarekontrakter er krav om medlevering af kildekoden ved erhvervelse af kritiske systemer eller softwareløsninger.
Software, hvor kildekoden kan erhverves på forlangende uden andre omkostninger end distributionsomkostningerne, samt muligheden for at videredistribuere ændringer baseret på kildekoden, kaldes fri og open source software.
| Programmering | Spire Denne artikel om datalogi eller et datalogi-relateret emne er en spire som bør udbygges. Du er velkommen til at hjælpe Wikipedia ved at udvide den. |